# Етово (Северна Каролина)
Етово (енгл. Etowah) насељено је место без административног статуса у америчкој савезној држави Северна Каролина.

## Демографија
По попису из 2010. године број становника је 6.944, што је 4.178 (151,0%) становника више него 2000. године.
| Група             | 2000.         | 2010.         |
| Белци             | 2.655 (96,0%) | 6.302 (90,8%) |
| Афроамериканци    | 47 (1,7%)     | 75 (1,1%)     |
| Азијати           | 16 (0,6%)     | 65 (0,9%)     |
| Хиспаноамериканци | 24 (0,9%)     | 373 (5,4%)    |
| Укупно            | 2.766         | 6.944         |